# Papilio glaucus
Papilio glaucus är en fjärilsart som beskrevs av Carl von Linné 1758. Papilio glaucus ingår i släktet Papilio och familjen riddarfjärilar. Inga underarter finns listade i Catalogue of Life.

## Bildgalleri

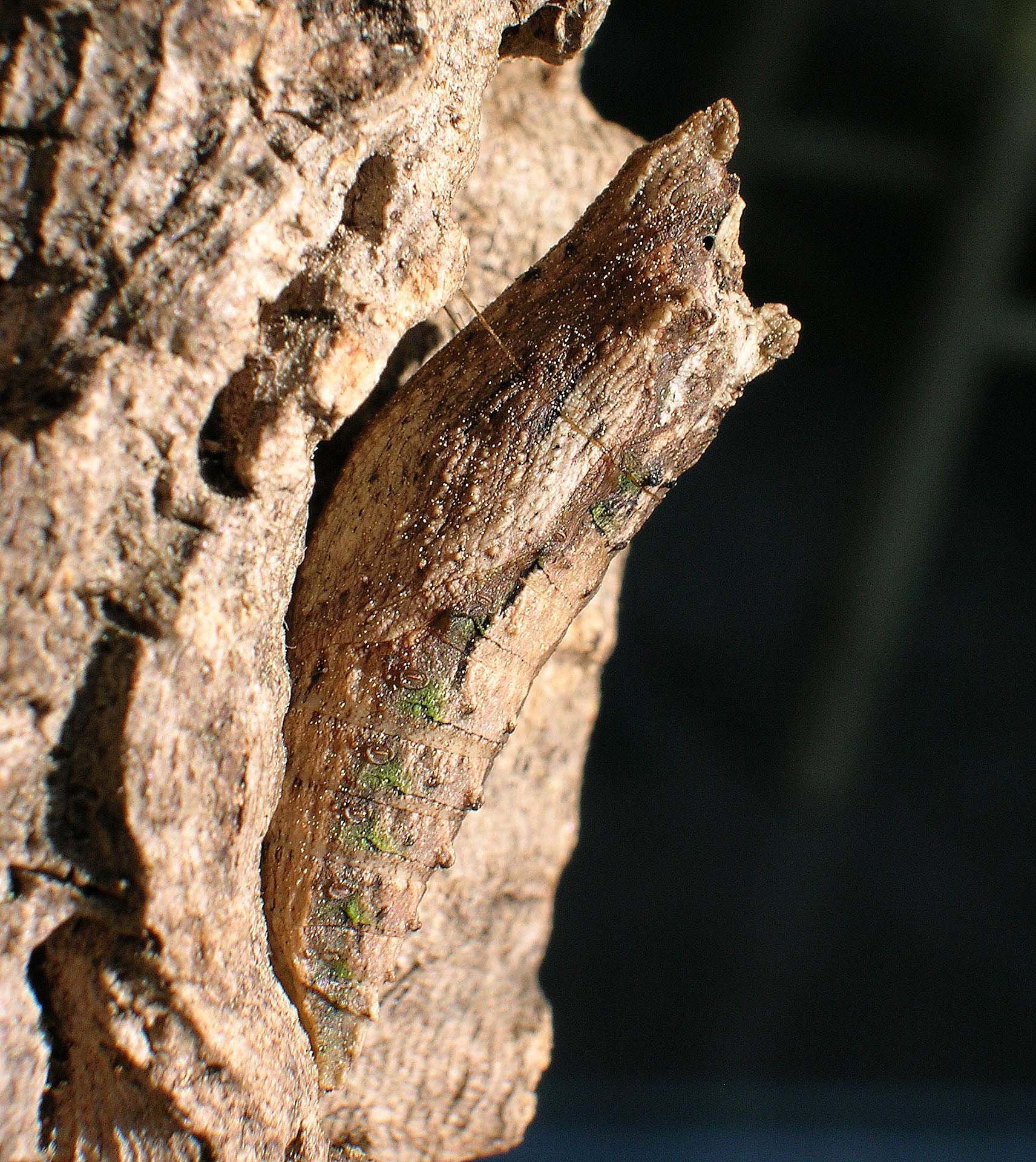
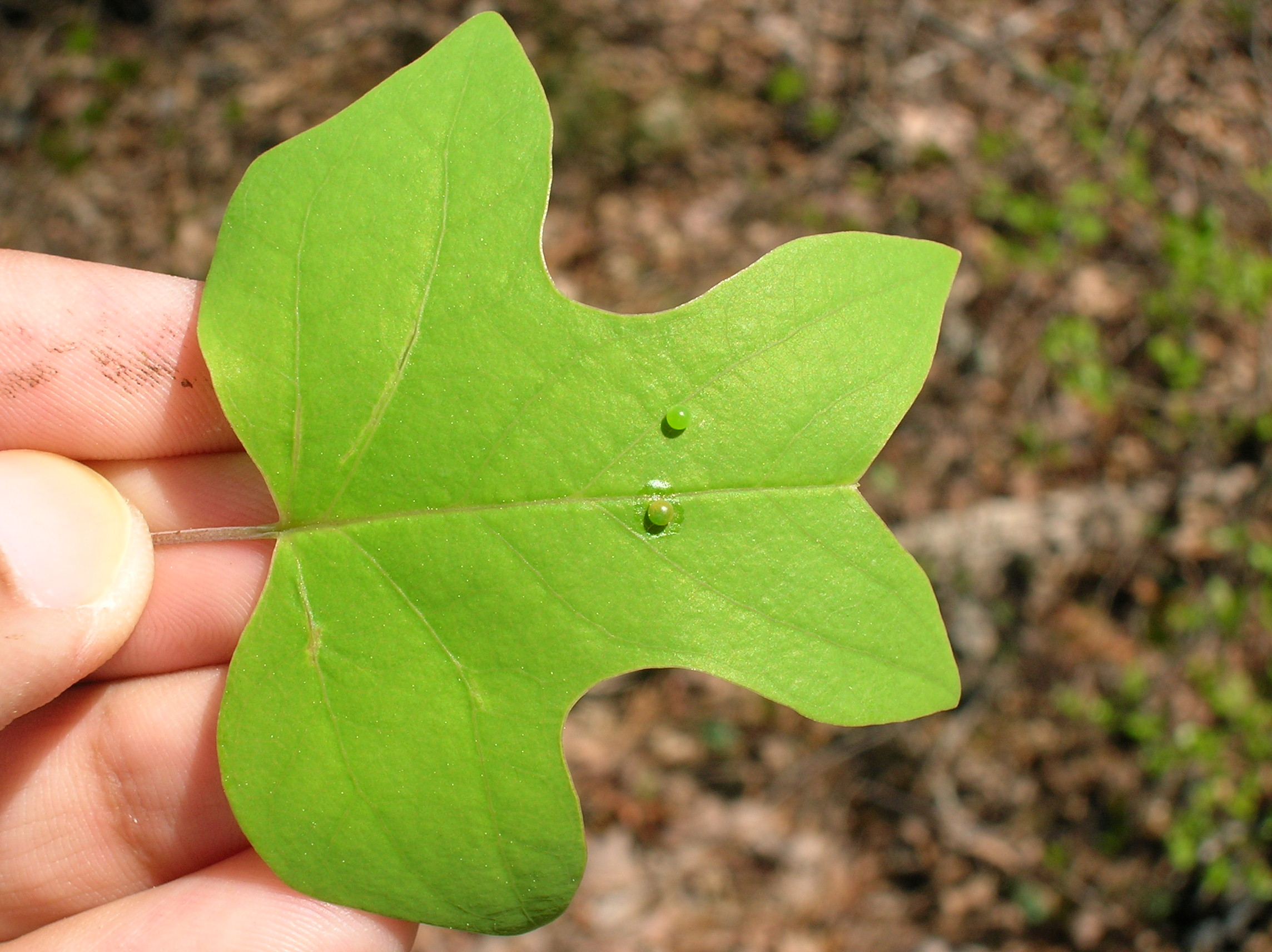
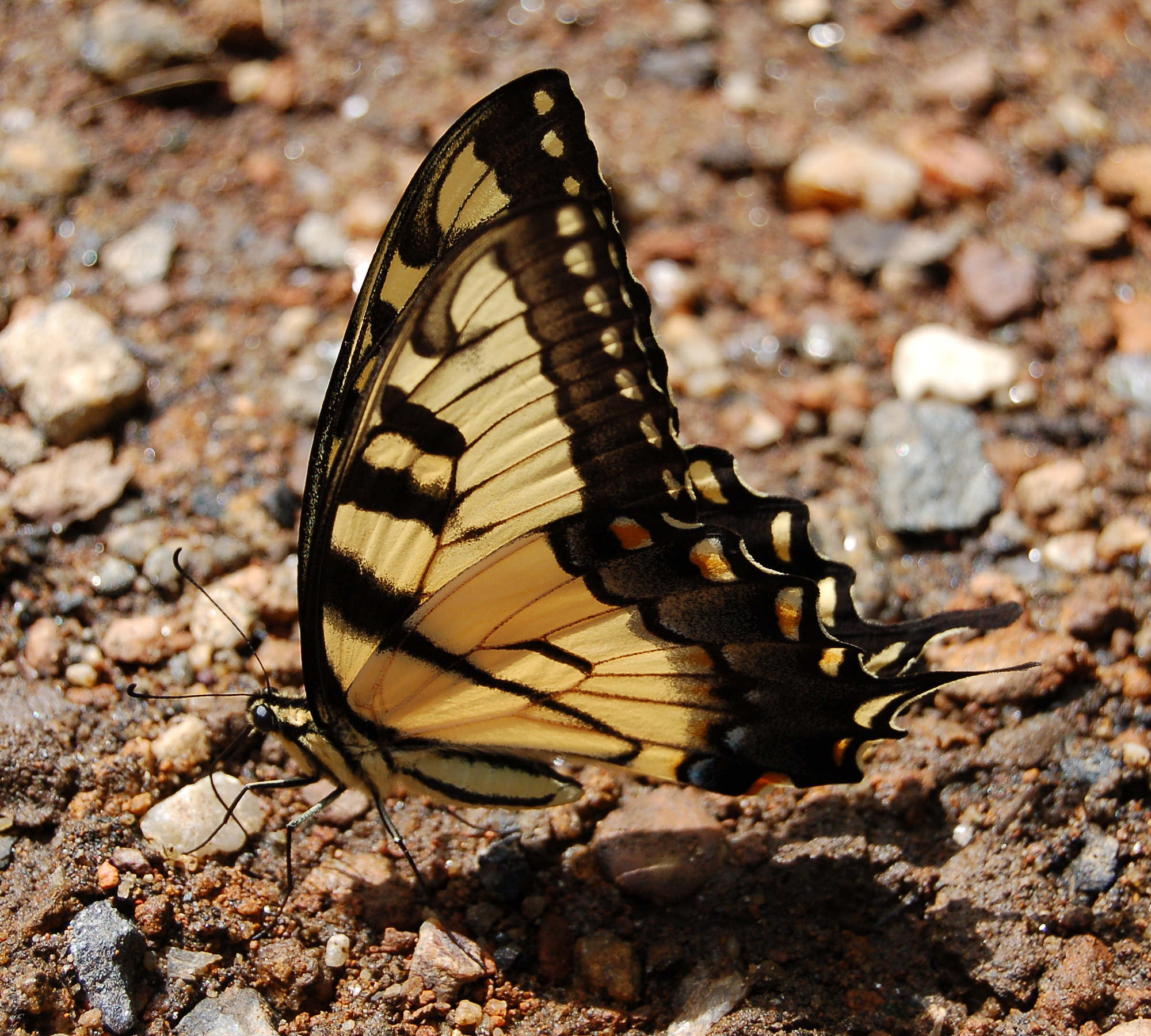
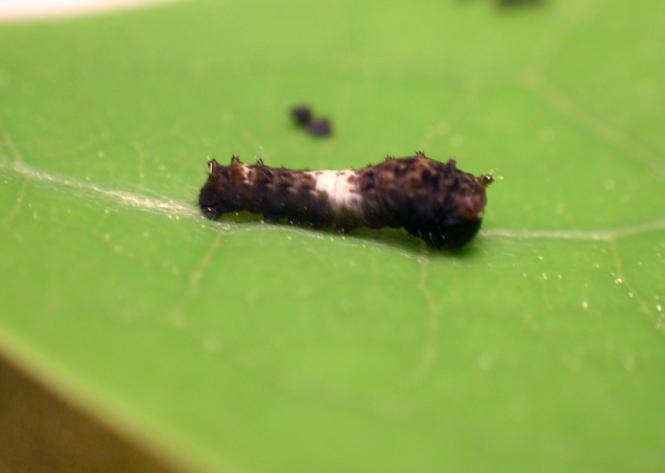
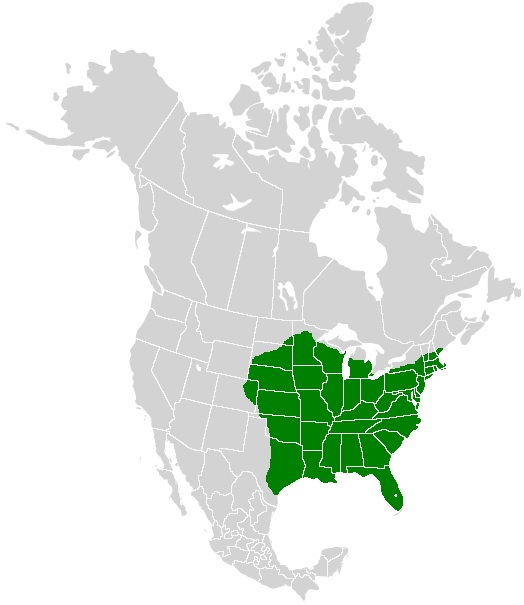
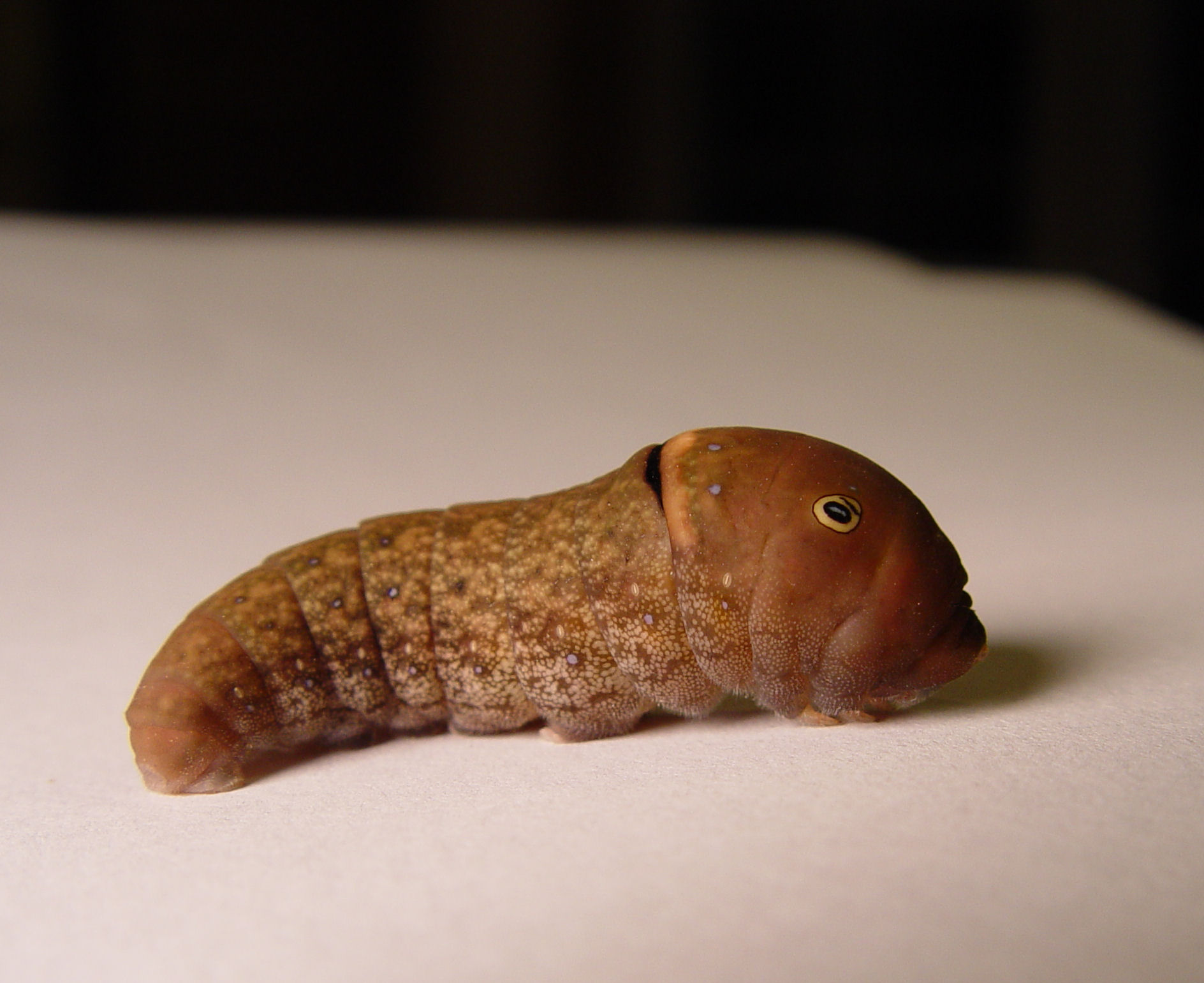